# Harnaś (piwo)
Harnaś – marka piwa jasnego typu lager, produkowanego w Polsce przez koncern Carlsberg Polska SA w Browarze Okocim. Jego zawartość alkoholu wynosi 5,8% obj. (ekstrakt 11,8% wag.). Sprzedawany jest w zwrotnych butelkach 0,5 l, butelkach 0,66 l w sieci Lidl oraz puszkach 0,5 l. Dostępny jest także w opakowaniach zbiorczych.
Oprócz Harnasia Jasnego Pełnego sezonowo w sprzedaży dostępny jest jeszcze drugi wariant piwa - Harnaś Grzaniec. 
Od kwietnia 2022 roku możemy zakupić także piwo Harnaś Lodoherbata (inspirowany popularnością utworu „Harnaś Ice Tea” zespołu Gawryle), dostępny w sieci sklepów Żabka.
W kwietniu 2023 roku producent wprowadził Harnaś Piwny Energetyk – bezalkoholowy (0,0%) piwny napój energetyzujący.
Producent deklaruje, że sprzedaż piwa Harnaś w 2003 roku wynosiła 200 tys. hektolitrów, a w 2004 roku 900 tys. hl.
Na początku roku 2019 Carlsberg Polska SA przeprowadziło rebranding marki Harnaś, w ramach odświeżenia piwo to zyskało nowy smak oraz nową szatę graficzną opakowań.

## Główny bohater marki
Głównym bohaterem marki jest Harnaś. Praktycznie od początku jej istnienia postać występuje na opakowaniach oraz innych materiałach promocyjnych. Postać Harnasia jest wzorowana na tytułowej postaci kultowego serialu "Janosik", nakręconego w latach 70. Akcja serialu toczy się na początku XIX wieku, a sam Janosik to przywódca grupy górali, którzy niosą pomoc biednym i skrzywdzonym przez zaborcę ludziom. Podobieństwo do Janosika można zaobserwować w przekazach reklamowych, gdzie Harnaś nazywany jest "Królem Gór". Cała komunikacja tworzona jest w bardzo charakterystycznej, animowanej formie.

## Promocja
Marka regularnie od 2007 roku organizuje sezonową promocję o nazwie "Harnaś Miliony Piw Rozdaje". Mechanizm akcji jest prosty: za znalezienie wygrywającego napisu pod kapslem lub kluczykiem, konsument upoważniony jest do odbioru nagrody w postaci piwa w odpowiednio oznaczonym punkcie sprzedaży. Każdego roku jest do wygrania kilka milionów puszek piwa Harnaś.

## Działalność sponsoringowa
Od 2013 roku, marka jest oficjalnym sponsorem Tatrzańskiego Parku Narodowego. Szczególną opieką objęte zostały tatrzańskie drapieżniki: Tatrzański orzeł przedni, niedźwiedź brunatny oraz wilk szary. Działania mają zapobiec zmniejszeniu populacji tych zwierząt, a także zapewnić im bezpieczeństwo i możliwość życia w naturalnych warunkach, bez ingerencji człowieka. W ubiegłych latach marka sponsorowała wiele wydarzeń związanych z górami oraz sportem:
- imprezy z cyklu "Lato z Radiem",
- "Tatrzańskie Wici"
- "Międzynarodowy Festiwal Folkloru Ziem Górskich"
- zawody Pucharu Świata w Skokach Narciarskich

## Nagrody i wyróżnienia
- 2014: Wyróżnienie przez detalistów w kategorii piwo w konkursie "Złoty Paragon - Nagroda Kupców Polskich", organizowanym przez magazyn HURT & DETAL
- 2010: Srebrny Medal w konkursie Monde Selection
- 2009: Złoty Medal Instytutu Jakości Monde Selection[7]
- 2008: Złoty Medal podczas XXXVIII Ogólnopolskiego Konsumenckiego Konkursu Piw „Chmielaki Krasnostawskie” w kategorii piwo jasne pełne o zawartości ekstraktu w brzeczce 11,1–12,0ºBlg[8][9].
- 2008: Srebrny Medal podczas 5. edycji konkursu European Beer Star w Gräfelfing w Bawarii, w kategorii piw dolnej fermentacji z alternatywnymi zbożami i plonami[10][11].